# Mimoides ilus
Espèce
Mimoides ilus ou Machaon à double tache est une espèce d'insectes lépidoptères (papillons) qui appartient à la famille des Papilionidae, à la sous-famille des Papilioninae et au genre Mimoides.

## Dénomination
Mimoides ilus a été décrit par Fabricius en 1793 sous le nom de Papilio ilus.

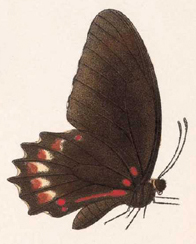
revers de Mimoides ilus branchus

Synonyme : Eurytides ilus.

### Sous-espèces
- Mimoides ilus ilus; présent à Panama et au Venezuela.
- Mimoides ilus branchus (Doubleday, 1846) ; présent au Mexique, au Honduras, au Guatemala, au Nicaragua, au Costa Rica.
- Mimoides ilus occiduus (Vázquez, 1957) ; présent au Mexique[1].

### Nom vernaculaire
Mimoides ilus se nomme Ilus Swallowtail ou Dual-spotted Swallowtail en anglais.

## Description
Mimoides ilus est un papillon noir aux ailes antérieures à bord externe concave et aux ailes postérieures à bord externe festonné. Le dessus est noir iridescent avec aux ailes antérieures une plage blanche centrale et aux ailes postérieures une plage rouge.

## Biologie

### Plantes hôtes
La plante hôte de la chenille de Mimoides ilus branchus est Annotata reticulata.

## Écologie et distribution
Mimoides ilus est présent au Mexique, à Panama, au Honduras, au Guatemala, au Nicaragua, au Costa Rica et au Venezuela.

### Protection
Pas de statut de protection particulier.